# You Me Her
You Me Her é uma série de televisão americana-canadense que gira em torno de um casal suburbano que está entrando em um relacionamento romântico a três, um tipo atípico de relacionamento poliamoroso. A série se passa em Portland, Óregon, e foi criado por John Scott Shepherd. A série também é nomeada como a "primeira comédia polirromântica" da TV. Em 9 de junho de 2016, a Audience Network renovou a série para uma segunda e terceira temporada. A terceira temporada estreou em 20 de março de 2018, e a quarta temporada estreou em 9 de abril de 2019 na Audience Network.
Em 10 de maio 2019, a série foi renovada para uma quinta e última temporada na qual Gail Harvey dirigirá todos os episódios da temporada. No entanto, a Audience Network encerrou as operações em 22 de maio de 2020, antes de exibir os episódios restantes. A temporada foi lançada na íntegra na Crave no Canadá em 7 de junho de 2020. Todas as temporadas foram ao ar na Netflix na Europa e na América Latina. Em 2022, as temporadas foram encontradas disponíveis no Freevee.

## Premissa
A série gira em torno de Jack e Emma Trakarsky, casados e tediosos de trinta e poucos anos, de Portland, Óregon, cujos desejos de conceber foram prejudicados por sua falta de desejo sexual. Um dia, os esforços de Jack para resolver o problema levam Emma e ele a Izzy Silva, uma estudante de pós-graduação de 25 anos e acompanhante em meio período. Depois de inicialmente ela pretender vê-los como clientes, os dois começam a se apaixonar por Izzy, que por sua vez passa a sentir o mesmo. Consequentemente, eles decidem rescindir o acordo e trazer Izzy para o casamento como amante. Isso abre um mundo de novos desafios, pois eles precisam navegar por um campo minado de vizinhos intrometidos e enxeridos com normas e preconceitos sociais estreitos, enquanto, ao mesmo tempo, lutam para enfrentar seus próprios sentimentos e inseguranças e se ajustar a dinâmica desconhecida de um tipo atípico de relacionamento poliamoroso.

## Elenco e personagens

### Principal
- Greg Poehler como Jack Trakarsky, um conselheiro estudantil e marido de Emma
- Rachel Blanchard como Emma Trakarsky, uma arquiteta
- Priscila Faia como Isabelle "Izzy" Silva, uma estudante de pós-graduação em psicologia e acompanhante
- Melanie Papalia como Nina Martone (2ª–5ª temporada; 1ª temporada recorrente), colega de quarto e melhor amiga de Izzy

### Recorrente
- Jennifer Spence como Carmen Amari (1ª–4ª temporada), uma das vizinhas dos Trakarsky e a melhor amiga de Emma
- Ennis Esmer como Dave Amari, um dos vizinhos dos Trakarsky e melhor amigo de Jack
- Jarod Joseph como Andy Cutler, breve interesse amoroso de Izzy que mais tarde se envolve romanticamente com Nina
- Kevin O'Grady (1ª temporada) e Dave Collette (2ª–5ª temporada) como Gabe, irmão e confidente de Jack
- Chelah Horsdal como Lori Matherfield (1ª–2ª temporada), a vizinha intrometida dos Trakarsky e mãe de Ava
- Laine MacNeil como Ava Matherfield (1ª–2ª temporada), filha adolescente de Lori
- Jerry Wasserman como Dean Weinstock (1ª temporada)
- Patrick Gilmore como Shaun, um barman e empregador de Nina, e mais tarde seu novo interesse amoroso
- Michael Hogan como o pai de Emma (2ª temporada)
- Agam Darshi como Ruby Shivani (2ª temporada), namorada de colégio de Jack
- Lara Gilchrist como Hannah (3ª temporada), parceira de Carmen na criação de uma revista de estilo de vida
- Carmel Amit como Kylie (3ª temporada), a nova namorada de Emma em Seattle
- Adam Beauchesne como Will (4ª–5ª temporada), um corretor de imóveis e um dos vizinhos dos Trakarsky
- Marc-Anthony Massiah como Marty (4ª–5ª temporada), namorado de Will com quem vive, sendo vizinhos dos Trakarskys
- Gabrielle Rose como a mãe de Jack e Gabe que visita para fazer as pazes com Jack
- Robert Moloney como Ben (3ª–5ª temporada), o pai de Izzy, onde mais tarde fica noivo e se casa com Lala
- Enid-Raye Adams como Lala (4ª–5ª temporada), odiada vizinha dos Trakarskys, que então fica noiva de Ben, o pai de Izzy, e se casa com ele

## Transmissão
Todas as temporadas estão disponíveis na Netflix exclusivamente fora dos Estados Unidos e Canadá.

## Produção
As filmagens ocorreram em torno de Vancouver, Colúmbia Britânica.

## Prêmios e indicações
| Ano  | Prêmio                    | Categoria                                                                    | Nomeado(a)                                                      | Resultado | Ref.   |
| ---- | ------------------------- | ---------------------------------------------------------------------------- | --------------------------------------------------------------- | --------- | ------ |
| 2020 | Leo Awards                | Melhor Performance Principal por uma Mulher em uma Série Dramática           | Priscilla Faia                                                  | Indicado  | [ 13 ] |
| 2020 | Leo Awards                | Melhor Performance Convidada de um Homem em Série Dramática                  | Lee Majdoub                                                     | Indicado  | [ 13 ] |
| 2020 | Leo Awards                | Melhor Edição de Imagem de Série Dramática                                   | Nicole Ratcliffe                                                | Indicado  | [ 13 ] |
| 2019 | Leo Awards                | Melhor Performance em Programa ou Série de Música, Comédia ou Variedades     | Priscilla Faia (Episódio: You Be You And I'll Be Me)            | Venceu    | [ 14 ] |
| 2018 | Directors Guild of Canada | Realização Diretiva Excepcional                                              | Sara St. Onge (Episódio: Tourist Lesbians and Millennial Twats) | Indicado  | [ 15 ] |
| 2018 | Leo Awards                | Melhor Performance Principal por uma Mulher em uma Série Dramática           | Priscilla Faia (Episódio: Stoner Sensai's Secrets of Love)      | Indicado  | [ 16 ] |
| 2018 | Leo Awards                | Melhor Elenco em Série Dramática                                             | Candice Elzinga (Episódio: Stoner Sensai's Secrets of Love)     | Indicado  | [ 16 ] |
| 2018 | Leo Awards                | Melhor Performance Convidada de um Homem em Série Dramática                  | Patrick Lubczyk (Episódio: Stoner Sensai's Secrets of Love)     | Indicado  | [ 16 ] |
| 2018 | Leo Awards                | Melhor Trilha Sonora em Série Dramática                                      | Brent Belke (compositor)                                        | Indicado  | [ 16 ] |
| 2017 | Leo Awards                | Melhor Performance Coadjuvante Feminina em Série Dramática                   | Jennifer Spence (Episódio: "Like Riding a Vagina Bike")         | Indicado  | [ 17 ] |
| 2017 | Leo Awards                | Melhor Performance Principal por uma Mulher em uma Série Dramática           | Priscilla Faia (Episódio: Sex Fairy and the Eternal Flames)     | Indicado  | [ 17 ] |
| 2017 | Leo Awards                | Melhor Trilha Sonora em Série Dramática                                      | Brent Belke (Episódio: Sex Fairy and the Eternal Flames)        | Indicado  | [ 17 ] |
| 2017 | Leo Awards                | Melhor Performance Convidada de um Homem em Série Dramática                  | Dave Collette (Episódio: Like Riding A Vagina Bike)             | Indicado  | [ 17 ] |
| 2017 | Canadian Screen Awards    | Melhor Performance de uma Atriz Coadjuvante ou Convidada em Série de Comédia | Laine MacNeil                                                   | Indicado  | [ 18 ] |
| 2017 | UBCP/ACTRA Awards         | Melhor Atriz                                                                 | Jennifer Spence (Episódio: "Like Riding A Vagina Bike")         | Indicado  | [ 19 ] |
| 2016 | UBCP/ACTRA Awards         | Melhor Atriz                                                                 | Priscilla Faia                                                  | Indicado  | [ 20 ] |
| 2016 | SXSW Film Festival        | SXSW Gamechanger Award                                                       | Nisha Ganatra                                                   | Indicado  | [ 21 ] |